# Trato espinotalâmico anterior

Esquema dos tratos nervosos da medula espinhal

O trato espinotalâmico anterior (ou ventral) faz parte do trato espinotalâmico e transmite a sensação do toque grosseiro.